# Meergranenbrood

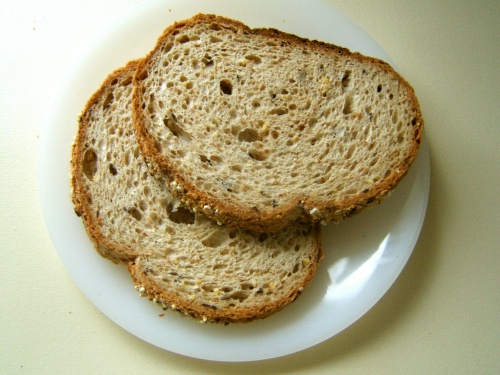
Meergranenboterham

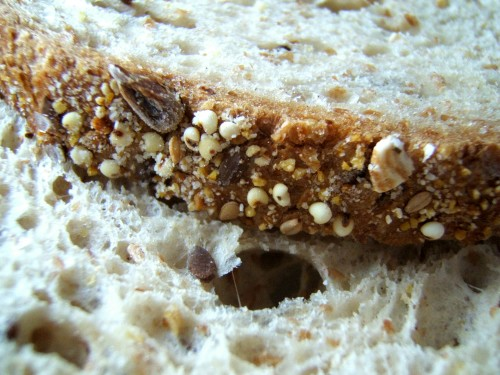
Close up Meergranenbroodkorst

Meergranenbrood is een verzamelnaam voor brood verrijkt met meerdere granen en zaden.
De basis van traditioneel brood is tarwe en/of rogge. Bij meergranenbrood wordt naast tarwe ook spelt, haver, rijst, tarwevezels, lijnzaad, zonnebloempitten, meloenpitten en pompoenpitten toegevoegd.
De donkere varianten worden vaak gekleurd door een moutmelange.